# Fußball-Landesliga Baden
Die Fußball-Landesliga Baden (bestehend aus den drei Staffeln Mittelbaden, Odenwald und Rhein-Neckar) ist die zweithöchste Liga des Badischen Fußballverbandes und gemäß Landesligen nach DFB-Landesverbänden die siebthöchste Liga im deutschen Ligasystem. Sie ist neben der Landesliga Südbaden und der Landesliga Württemberg eine von drei Landesligen in Baden-Württemberg.
Die Meister der drei Staffeln der Landesliga Baden steigen automatisch in die Verbandsliga Baden auf. Die drei Vizemeister sowie der Verbandsligaverein der dort auf dem Relegationsplatz landete, spielen eine Relegationsrunde zur Verbandsliga, in der sie in zwei KO-Runden gegeneinander antreten. Da sich die Normalzahl der Mannschaften in den drei Staffeln unterscheidet, gibt es unterschiedliche Abstiegsregelungen. Gibt es mehr Absteiger aus der Verbandsliga und Aufsteiger aus den Bezirksligen als Absteiger in die Bezirksliga und Aufsteiger in die Verbandsliga, so erhöht sich die Anzahl der Mannschaften, wodurch in der folgenden Spielzeit eine „verschärfte“ Abstiegsregelung zum Tragen kommen kann.

## Gliederung

### Landesliga Mittelbaden

#### Geschichte
Die Landesliga Mittelbaden wurde mit der Saison 1977/78 ins Leben gerufen. Die erste Meisterschaft konnte der FC Germania Friedrichsfeld im Jahre 1978 erringen.

#### Auf- und Abstiegsregelung
Der Meister der Landesliga Mittelbaden steigt direkt in die Verbandsliga Baden auf und der Vize-Meister der Landesliga Mittelbaden bestreitet Relegationsspiele gegen den Viertletzten der Verbandsliga Baden sowie die beiden Vizemeister der Landesligen Odenwald und Rhein-Neckar. Durch Abmeldung können Mannschaften vorzeitig als Absteiger feststehen. Die letzten zwei Mannschaften der Tabelle steigen direkt ab und der Drittletzte bestreitet Relegationsspiele gegen die Vizemeister der Kreisligen von Bruchsal, Karlsruhe und Pforzheim um einen freien Landesligaplatz.

#### Meister
Die folgenden Mannschaften wurden seit der Saison 1977/78 Meister in der Landesliga Mittelbaden:
- 1978 – FC Germania Friedrichsfeld
- 1979 – FC Östringen
- 1980 – TSV Reichenbach
- 1981 – Karlsruher SC II
- 1982 – VfB Knielingen
- 1983 – FVgg Weingarten
- 1984 – FC Neureut
- 1985 – FVgg Weingarten
- 1986 – FV Wiesental
- 1987 – FC Germania Forst
- 1988 – ASV Durlach
- 1989 – VfR Pforzheim
- 1990 – FV Liedolsheim
- 1991 – Karlsruher FV
- 1992 – VfB Grötzingen
- 1993 – FC Alemannia Wilferdingen
- 1994 – SV Spielberg
- 1995 – FVgg Weingarten
- 1996 – VfR Ittersbach
- 1997 – FC Nöttingen
- 1998 – FC Germania Forst
- 1999 – FC Neureut
- 2000 – FC Östringen
- 2001 – FC Heidelsheim
- 2002 – SpVgg Oberhausen
- 2003 – VfR Ittersbach
- 2004 – TSV Reichenbach
- 2005 – 1. FC Birkenfeld
- 2006 – FC Friedrichstal
- 2007 – FC Heidelsheim
- 2008 – SpVgg Durlach-Aue
- 2009 – FC Germania Forst
- 2010 – 1. FC Bruchsal
- 2011 – TSV Grunbach
- 2012 – TSV Reichenbach
- 2013 – SV Kickers Pforzheim
- 2014 – SpVgg Durlach-Aue
- 2015 – ASV Durlach
- 2016 – TuS Bilfingen
- 2017 – FC Español Karlsruhe
- 2018 – ATSV Mutschelbach
- 2019 – FV Fortuna Kirchfeld
- 2020 – SV Langensteinbach
- 2021 – kein Meister (aufgrund Corona)
- 2022 – VfB Bretten
- 2023 – TSV 05 Reichenbach
- 2024 – GU-Türkischer SV Pforzheim
- 2025 – DJK/FC Ziegelhausen – Peterstal

#### Rangliste
Die nachfolgende Rangliste führt die Meister der Landesliga Mittelbaden seit der Saison 1977/78 anhand der Anzahl der Meistertitel:

(Stand: Daten bis zur Meisterschaft 2024 berücksichtigt)
| Platz | Verein                     | Anzahl | Jahre                  |
| ----- | -------------------------- | ------ | ---------------------- |
| 01.   | TSV Reichenbach            | 4      | 1980, 2004, 2012, 2023 |
| 02.   | FVgg Weingarten            | 3      | 1983, 1985, 1995       |
| 02.   | FC Germania Forst          | 3      | 1987, 1998, 2009       |
| 04.   | FC Östringen               | 2      | 1979, 2000             |
| 04.   | FC Neureut                 | 2      | 1984, 1999             |
| 04.   | ASV Durlach                | 2      | 1988, 2015             |
| 04.   | VfR Ittersbach             | 2      | 1996, 2003             |
| 04.   | FC Heidelsheim             | 2      | 2001, 2007             |
| 04.   | SpVgg Durlach-Aue          | 2      | 2008, 2014             |
| 10.   | FC Germania Friedrichsfeld | 1      | 1978                   |
| 10.   | Karlsruher SC II           | 1      | 1981                   |
| 10.   | Karlsruher FV              | 1      | 1991                   |
| 10.   | VfB Knielingen             | 1      | 1982                   |
| 10.   | FV Wiesental               | 1      | 1986                   |
| 10.   | VfR Pforzheim              | 1      | 1989                   |
| 10.   | FV Liedolsheim             | 1      | 1990                   |
| 10.   | VfB Grötzingen             | 1      | 1992                   |
| 10.   | FC Alemannia Wilferdingen  | 1      | 1993                   |
| 10.   | SV Spielberg               | 1      | 1994                   |
| 10.   | FC Nöttingen               | 1      | 1997                   |
| 10.   | SpVgg Oberhausen           | 1      | 2002                   |
| 10.   | 1. FC Birkenfeld           | 1      | 2005                   |
| 10.   | FC Friedrichstal           | 1      | 2006                   |
| 10.   | 1. FC Bruchsal             | 1      | 2010                   |
| 10.   | TSV Grunbach               | 1      | 2011                   |
| 10.   | SV Kickers Pforzheim       | 1      | 2013                   |
| 10.   | TuS Bilfingen              | 1      | 2016                   |
| 10.   | FC Español Karlsruhe       | 1      | 2017                   |
| 10.   | ATSV Mutschelbach          | 1      | 2018                   |
| 10.   | FV Fortuna Kirchfeld       | 1      | 2019                   |
| 10.   | SV Langensteinbach         | 1      | 2020                   |
| 10.   | VfB Bretten                | 1      | 2022                   |
| 10.   | GU-Türkischer SV Pforzheim | 1      | 2024                   |

### Landesliga Odenwald

#### Geschichte
Die Landesliga Odenwald wurde mit der Saison 1977/78 ins Leben gerufen. Sie war praktisch eine Fortsetzung der 2. Amateurliga Staffel Odenwald, die es seit den 1950er Jahren gab. Die erste Meisterschaft konnte der SV Osterburken im Jahre 1978 erringen. Rekordmeister ist Viktoria Wertheim mit sechs Meistertiteln (Stand: 2018/19).

#### Auf- und Abstiegsregelung
Der Meister der Landesliga Odenwald steigt direkt in die Verbandsliga Baden auf und der Vize-Meister der Landesliga Odenwald bestreitet Relegationsspiele gegen den Viertletzten der Verbandsliga Baden, sowie die beiden Vizemeister der Landesligen Rhein-Neckar und Mittelbaden. Durch Abmeldung können Mannschaften vorzeitig als Absteiger feststehen. Die letzten vier Mannschaften der Tabelle steigen direkt ab und der Fünftletzte bestreitet Relegationsspiele gegen die Vizemeister der drei Kreisligen von Tauberbischofsheim, Buchen und Mosbach um einen freien Landesliga-Platz.

#### Meister
Die folgenden Mannschaften wurden seit der Saison 1977/78 Meister in der Landesliga Odenwald:
- 1978 – SV Osterburken
- 1979 – FV Lauda
- 1980 – FV Laudenberg
- 1981 – SV Distelhausen
- 1982 – Viktoria Wertheim
- 1983 – FV Laudenberg
- 1984 – Viktoria Wertheim
- 1985 – FV Mosbach
- 1986 – TSV Tauberbischofsheim[4]
- 1987 – SV Waldhausen
- 1988 – SV Königshofen
- 1989 – Viktoria Wertheim
- 1990 – FV Mosbach
- 1991 – SpVgg Neckarelz
- 1992 – TSV Tauberbischofsheim[4]
- 1993 – Viktoria Wertheim
- 1994 – VfR Uissigheim
- 1995 – TV Hardheim 1895
- 1996 – Viktoria Wertheim
- 1997 – TV Hardheim 1895
- 1998 – SpVgg Neckarelz
- 1999 – SV Schollbrunn[5]
- 2000 – VfR Gommersdorf
- 2001 – TV Hardheim 1895
- 2002 – SV Schollbrunn
- 2003 – Viktoria Wertheim
- 2004 – SV Schollbrunn
- 2005 – SV Schefflenz
- 2006 – SpVgg Neckarelz
- 2007 – SV Schollbrunn
- 2008 – TSV Buchen
- 2009 – TV Hardheim 1895
- 2010 – FV Mosbach
- 2011 – TSV Buchen
- 2012 – TSV Höpfingen
- 2013 – VfR Gommersdorf
- 2014 – TSV Höpfingen
- 2015 – FV Lauda
- 2016 – TSV Strümpfelbrunn
- 2017 – VfR Gommersdorf
- 2018 – FV Lauda
- 2019 – VfR Gommersdorf
- 2020 – FV Lauda[6]
- 2021 – kein Meister (aufgrund von Corona)
- 2022 – Türkspor Mosbach
- 2023 – FV Mosbach
- 2024 – Türkspor Mosbach

#### Rangliste
Die nachfolgende Rangliste führt die Meister der Landesliga Odenwald seit der Saison 1977/78 anhand der Anzahl der Meistertitel:

(Stand: Daten bis zur Meisterschaft 2024 berücksichtigt)
| Platz | Verein                 | Anzahl | Jahre                              |
| ----- | ---------------------- | ------ | ---------------------------------- |
| 01.   | Viktoria Wertheim      | 6      | 1982, 1984, 1989, 1993, 1996, 2003 |
| 02.   | FV Lauda               | 4      | 1979, 2015, 2018, 2020             |
| 02.   | TV Hardheim 1895       | 4      | 1995, 1997, 2001, 2009             |
| 02.   | SV Schollbrunn         | 4      | 1999, 2002, 2004, 2007             |
| 02.   | VfR Gommersdorf        | 4      | 2000, 2013, 2017, 2019             |
| 02.   | FV Mosbach             | 4      | 1985, 1990, 2010, 2023             |
| 07.   | SpVgg Neckarelz        | 3      | 1991, 1998, 2006                   |
| 08.   | FV Laudenberg          | 2      | 1980, 1983                         |
| 08.   | TSV Tauberbischofsheim | 2      | 1986, 1992                         |
| 08.   | TSV Buchen             | 2      | 2008, 2011                         |
| 08.   | TSV Höpfingen          | 2      | 2012, 2014                         |
| 08.   | Türkspor Mosbach       | 2      | 2022, 2024                         |
| 13.   | SV Osterburken         | 1      | 1978                               |
| 13.   | SV Distelhausen        | 1      | 1981                               |
| 13.   | SV Waldhausen          | 1      | 1987                               |
| 13.   | SV Königshofen         | 1      | 1988                               |
| 13.   | VfR Uissigheim         | 1      | 1994                               |
| 13.   | SV Schefflenz          | 1      | 2005                               |
| 13.   | TSV Strümpfelbrunn     | 1      | 2016                               |

### Landesliga Rhein-Neckar

#### Geschichte
Die Landesliga Rhein-Neckar wurde mit der Saison 1977/78 ins Leben gerufen. Die erste Meisterschaft konnte der SV Sinsheim im Jahre 1978 erringen.

#### Auf- und Abstiegsregelung
Der Meister der Landesliga Rhein-Neckar steigt direkt in die Verbandsliga Baden auf und der Vize-Meister der Landesliga Rhein-Neckar bestreitet Relegationsspiele gegen den Viertletzten der Verbandsliga Baden, sowie die beiden Vizemeister der Landesligen Odenwald und Mittelbaden. Durch Abmeldung können Mannschaften vorzeitig als Absteiger feststehen. Die letzten drei Mannschaften der Tabelle steigen direkt ab und der Viertletzte bestreitet Relegationsspiele gegen die Vizemeister der Kreisligen von Sinsheim, Heidelberg und Mannheim um einen freien Landesliga-Platz.

#### Meister
Die folgenden Mannschaften wurden seit der Saison 1977/78 Meister in der Landesliga Rhein-Neckar:
- 1978 – SV Sinsheim
- 1979 – SG Oftersheim
- 1980 – SG Heidelberg-Kirchheim
- 1981 – FV Ladenburg 1903
- 1982 – 1. FC Walldorf
- 1983 – SpVgg Neckargemünd
- 1984 – VfB Wiesloch
- 1985 – SpVgg Amicitia Viernheim
- 1986 – SV Waldhof Mannheim II
- 1987 – ASV Feudenheim
- 1988 – TSV Viernheim
- 1989 – SG Dielheim
- 1990 – VfB Leimen
- 1991 – SG Oftersheim
- 1992 – SG Hemsbach
- 1993 – FC Victoria Bammental
- 1994 – TSG 62 Weinheim
- 1994 – SG Dielheim
- 1996 – TSG Hoffenheim
- 1997 – VfB Eppingen
- 1998 – SV Sinsheim
- 1999 – TSV Viernheim
- 2000 – SpVgg Ketsch
- 2001 – TSG Hoffenheim II
- 2002 – SV Laudenbach
- 2003 – TSV Viernheim
- 2004 – SpVgg Ketsch
- 2005 – FC Zuzenhausen
- 2006 – FC Rot
- 2007 – SpVgg Amicitia Viernheim
- 2008 – SV Sandhausen II
- 2009 – FC Astoria Walldorf II
- 2010 – SV Sandhausen II
- 2011 – DJK/FC Ziegelhausen-Peterstal
- 2012 – SV Sandhausen II
- 2013 – VfB Eppingen
- 2014 – TSV Amicitia Viernheim
- 2015 – FC Zuzenhausen
- 2016 – VfB Eppingen
- 2017 – VfB Gartenstadt
- 2018 – TSV Wieblingen
- 2019 – SV Waldhof Mannheim II
- 2020 – 1. FC Mühlhausen
- 2021 – kein Meister (aufgrund von Corona)
- 2022 – VfL Kurpfalz Neckarau
- 2023 – FC Victoria Bammental
- 2024 – VfB St. Leon

#### Rangliste
Die nachfolgende Rangliste führt die Meister der Landesliga Rhein-Neckar seit der Saison 1977/78 anhand der Anzahl der Meistertitel:

(Stand: Daten bis zur Meisterschaft 2024 berücksichtigt)
| Platz | Verein                        | Anzahl | Jahre            |
| ----- | ----------------------------- | ------ | ---------------- |
| 01.   | TSV Viernheim 1               | 3      | 1988, 1999, 2003 |
| 01.   | VfB Eppingen                  | 3      | 1997, 2013, 2016 |
| 01.   | SV Sandhausen II              | 3      | 2008, 2010, 2012 |
| 04.   | SV Sinsheim                   | 2      | 1978, 1998       |
| 04.   | SG Oftersheim                 | 2      | 1979, 1991       |
| 04.   | Spvgg Amicitia Viernheim 1    | 2      | 1985, 2007       |
| 04.   | SV Waldhof Mannheim II        | 2      | 1986, 2019       |
| 04.   | SG Dielheim                   | 2      | 1989, 1994       |
| 04.   | FC Victoria Bammental         | 2      | 1993, 2023       |
| 04.   | SpVgg Ketsch                  | 2      | 2000, 2004       |
| 04.   | FC Zuzenhausen                | 2      | 2005, 2015       |
| 12.   | SG Heidelberg-Kirchheim       | 1      | 1980             |
| 12.   | FV Ladenburg                  | 1      | 1981             |
| 12.   | 1. FC Walldorf                | 1      | 1982             |
| 12.   | SpVgg Neckargemünd            | 1      | 1983             |
| 12.   | VfB Wiesloch                  | 1      | 1984             |
| 12.   | ASV Feudenheim                | 1      | 1987             |
| 12.   | VfB Leimen                    | 1      | 1990             |
| 12.   | SG Hemsbach                   | 1      | 1992             |
| 12.   | TSG 62 Weinheim               | 1      | 1994             |
| 12.   | TSG Hoffenheim                | 1      | 1996             |
| 12.   | TSG Hoffenheim II             | 1      | 2001             |
| 12.   | SV Laudenbach                 | 1      | 2002             |
| 12.   | FC Rot                        | 1      | 2006             |
| 12.   | FC Astoria Walldorf II        | 1      | 2009             |
| 12.   | DJK/FC Ziegelhausen-Peterstal | 1      | 2011             |
| 12.   | TSV Amicitia Viernheim 1      | 1      | 2014             |
| 12.   | VfB Gartenstadt               | 1      | 2017             |
| 12.   | TSV Wieblingen                | 1      | 2018             |
| 12.   | 1. FC Mühlhausen              | 1      | 2020             |
| 12.   | VFL Kurpfalz Neckarau         | 1      | 2022             |
| 12.   | VfB St. Leon                  | 1      | 2024             |